# Macedonia Północna na Mistrzostwach Świata w Lekkoatletyce 2022
Macedonia Północna na Mistrzostwach Świata w Lekkoatletyce 2022 – reprezentacja Macedonii Północnej podczas mistrzostw świata w Eugene liczyła 1 zawodnika występującego w 1 konkurencji.

## Skład reprezentacji

### Kobiety
| Zawodniczka         | Konkurencja | Finał   | Finał   | Źródło |
| Zawodniczka         | Konkurencja | Wynik   | Pozycja | Źródło |
| ------------------- | ----------- | ------- | ------- | ------ |
| Adrijana Pop Arsova | maraton     | 2:41:20 | 28.     | [ 1 ]  |